# 自然居士 (能)
『自然居士』 （じねんこじ） は、観阿弥作の能の一曲である。世阿弥の手も入っていると考えられる。仏教の説教者の自然居士が芸尽しによって幼い者を人買いから救う。観阿弥らしい劇的構成が光る能である。

## 登場人物
- シテ: 自然居士
- 子方: 幼少の者（流儀によって男女両用）
- ワキ: 人買い
- ワキツレ: 同伴の人買い
- アイ: 雲居寺近辺の男

## 作品構成
狂言口開けで、アイがここは雲居寺境内、今日は自然居士（半俗の少年僧）の七日説法の結願（最終日）であると説明する。アイの言葉を受け、シテの自然居士が現れる。そこに貧しい幼い者が現れ、衣を差し出し両親の供養を願う。自然居士も見物人も幼い者の心がけに涙するのであった。
この間にワキの人買いが一の松まで現れ、買い上げた幼い者を連れ去ろうと説教の場に乱入する。自然居士はかの衣は幼い者が人買いに自らを売って得たものと見抜き、これまでの六日間が無駄になるのを承知で、善悪を弁えることが更に重要であると説教をやめ、幼い者に縄をかけ舟に乗って去って行く人買いを追い諭そうとする。
琵琶湖畔は大津で人買いに追い付いた自然居士は衣を叩き付けるが、人買いにも一旦買った者は返さないという掟があると譲らない。自然居士もまた人助けに失敗したら二度と庵室に戻らないという掟があると言いはる。人買いは「言う事をきかないと痛い目に合うぞ」と脅すが「それも捨身の行」と譲らない。「殺すぞ」と脅しても「殺されても舟から下りない」としぶとい。
人買いも困り果て、自然居士に舞を舞わせ、それで幼い者を返してやることにする。自然居士は舟を題材にした中ノ舞、羯鼓の舞を見せ、めでたく幼い者を京都に連れ帰ることに成功した。